# Wolfgang Andreas Heindl

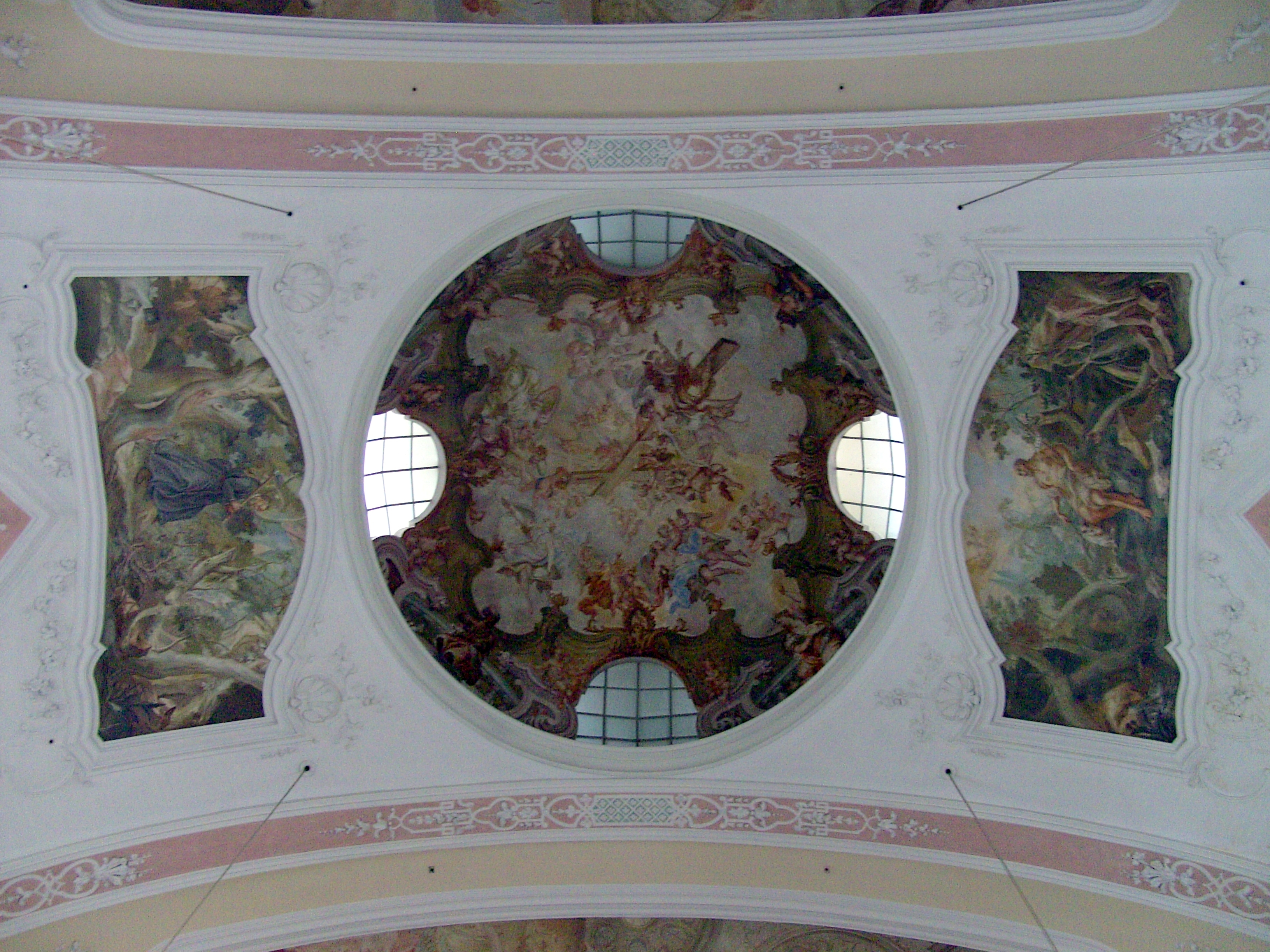
Deckenfresken in der ehemaligen Klosterkirche und heutigen Pfarrkirche von Rinchnach

Wolfgang Andreas Heindl (* 1693 in Linz; † 28. Juli 1757 in Wels) war ein österreichischer Maler.

## Leben
Wolfgang Andreas Heindl war im bayerischen und österreichischen Donauraum ein vielbeschäftigter Freskenmaler im Stil des Barocks. Er war ab 1719 Hausmeister am Kremsmünsterer Freihaus in Wels und seit 1735 freier Maler und Gastwirt in Wels.

## Werke
Deutschland

Brixiusbild aus der Schlosskapelle Harrachstal. Jetzt Pfarrkirche Weitersfelden.

- 1717/1718, 1726 Stiftskirche im Augustinerchorherrenstift St. Nikola (Passau)
- Kirche des Klosters Metten
- Abteikirche Niederaltaich
- Kirche von Kloster Rinchnach

Österreich
- Pfarrkirche St. Stephan in Bad Wimsbach-Neydharting
- 1724 Kalvarienbergkirche in Lambach
- 1734 Schutzengelkapelle in Spital am Pyhrn
- 1734 Brixiusbild in Schloss Harrachstal
- 1736/1737 Kalvarienbergkirche am Kalvarienberg (Kremsmünster)
- 1748 Pfarrkirche Pfarrkirchen bei Bad Hall
- 1751/1752 Pfarrkirche Hartkirchen
- 1754 Pfarrkirche Hofkirchen an der Trattnach